# Arte (canal de televisão)

Arte em Estrasburgo

arte (acrónimo para Associação Relativa à Televisão Europeia, em francês Association Relative à la Télévision Européenne) é um canal franco-alemão de serviço público (em termos legais um Agrupamento Europeu de Interesse Económico) e de vocação cultural europeia com sede em Estrasburgo, fundado a 30 de abril de 1991. É constituído por três empresas distintas: o Agrupamento Europeu de Interesse Económico ARTE GEIE, sedeado em Estrasburgo e que se encarrega da programação e da emissão, mais duas empresas membros que actuam como centros editoriais e de produção de programas, a ARTE France (sucessora do canal La Sept) em Paris (França) e a ARTE Deutschland TV (subsidiária das duas principais redes de televisão alemãs, ARD e ZDF) em Baden-Baden (Alemanha), que proporcionam a maioria dos programas. Como uma joint venture internacional (um AEIE), os seus programas se concentram em audiências nos dois países. Devido a isso, o canal possui duas faixas de áudio e duas faixas de legenda, uma em francês e outra em alemão, disponibilizando também com legendas em inglês, castelhano, polaco e italiano online, para os outros países. Criar uma cadeia para dois públicos diferentes foi um prioneirismo na história da televisão e permanece hoje como uma exceção no mundo. Desde a sua criação, a ARTE comprometeu-se com a diversidade cultural e o multilinguismo, na convicção de que a melhoria da divulgação de conteúdos audiovisuais europeus poderia contribuir grandemente para a integração cultural europeia.
80% da programação da ARTE e 95% do seu financiamento é fornecido pelas suas subsidiárias francesa e alemã, cada uma disponibilizando metade, enquanto o restante é fornecido pela subsidiária europeia e pelos parceiros europeus do canal.
Desde 2015, uma seleção de programas com legendas em castelhano e inglês é oferecida, assim como nas duas línguas históricas do canal, francês e alemão. Desde 2016, o canal também propõe programas legendados em polaco e, desde 2018, em italiano.
Está disponível na TDT, cabo, satélite, IPTV e na Internet. Os programas da Arte estão disponíveis gratuitamente no site e via aplicações de smartphone, tablet e TV conectada.
A ARTE dispõe também de várias plataformas digitais, incluindo uma web rádio.

## Programação
A Arte é um canal generalista, mas com uma vocação cultural, transmitindo filmes experimentais ou patrimoniais, filmes mudos, thrillers, sagas históricas, séries audaciosas, documentários culturais e de conhecimento, informação, investigação, teatro, dança e toda a música dos grandes clássicos da cena emergente.
Inicialmente, a Arte transmitia os mesmos programas simultaneamente em França e na Alemanha na mesma rede, começando às 20h40. Desde janeiro de 2009, o horário nobre alemão começa às 20h15 e o francês às 20h50.
Em 2014, a cadeia lança o projeto "Tandem" para criar uma série dramática franco-alemã que visa preencher o vazio nesta área e para competir com produções norte-americanas no futuro. A primeira parte centra-se na energia nuclear num thriller alemão, Tag der Wahrheit (dirigido por Anna Justice), e a segunda parte numa comédia francesa, Mon cher petit village (dirigida por Gabriel Le Bomin).

### Programas

#### Informação
- Arte Journal – informação
- Arte Reportage – informação especializada
- 28 minutes - atualidade e debate
- Arte journal junior - informação para crianças

#### Magazines
- ARTE Regards - magazine
- Metropolis - magazine cultural
- BiTS - atualidade cultural
- Geo
- Karambolage – programa sobre costumes franceses e alemães comparados
- Tracks – programa de música

#### Séries originais
- Au service de la France – comédia de espionagem

#### Documentários
- Le dessous des cartes/Mit offenen Karten – documentário geopolítico
- L'Aventure humaine/Abenteuer Arte – série de documentários
- Durch die Nacht mit …

#### Especiais
- Concerto de Ano Novo de Veneza (2016-presente)

### Thema
As noites Thema da Arte são noites temáticas que articulam vários documentos audiovisuais em torno de uma ampla gama de temas: de um período da história à descoberta de um país, de um sujeito social a assuntos mais leves.
- La Thema du mardi ou De quoi j'me mêle: emitida à terça-feira, esta é a versão curta das noites de Thema (documentários seguidos de um debate[10]) está relacionada com assuntos políticos ou tópicos com um debate controverso. Foi criado pelo jornalista Daniel Leconte e é apresentado alternadamente por Émilie Aubry e Thomas Kausch.
- Thema du dimanche: emitida ao domingo, esta é a versão longa e é construída num filme e vários documentários que tratam de vários temas da sociedade. Esta rubrica desapareceu em 2012. No entanto, o canal continua a oferecer ocasionalmente uma noite temática no domingo à noite.
- Thematinée, emitido entre 2007 e 2011 nas manhãs durante a semana e constituída por documentários sobre o mesmo tema.

## Plataformas digitais
Desde maio de 2017, toda a oferta digital da ARTE (anteriormente conhecida como "Arte galaxy" com várias plataformas) está localizada num único site. Os programas podem ser transmitidos ao vivo no site, bem como em smartphones e tablets usando o aplicativo ARTE.
| Logótipo | Plataforma    | Descrição | Fundação                    |
| -------- | ------------- | --- | --------------------------- |
|          | Arte+7        | Plataforma dedicada a programas on-demand, durante 7 dias. | setembro de 2007 (17 anos)  |
|          | Arte Concert  | Plataforma dedicada a concertos ao vivo na Europa, entrevistas exclusivas e bastidores e, especialmente, à cena musical emergente (world music, teatro, ópera, pop, rock, jazz ou dança). Mais de 600 programas são transmitidos a cada ano, ao vivo, dos mais variados locais ou festivais. De janeiro a setembro de 2015, o site totalizou 11,1 milhões de visualizações de vídeos, com 8,1 milhões apenas entre junho e agosto. Até fevereiro de 2014, essa plataforma chamava-se ARTE Live Web. | maio de 2009 (15 anos)      |
|          | Arte CREATIVE | Plataforma dedicada à cultura contemporânea e à arte digital. Dá lugar de destaque à contra-cultura: artes digitais, arte de rua, design, videojogos, entre outros, servindo também como um laboratório de ideias e criações. Tem também parcerias com artistas, universidades e escolas de arte. Desde 2017, a oferta da plataforma faz parte da secção "Creative" da página do canal. | fevereiro de 2011 (14 anos) |
|          | Arte Live     | Plataforma dedicada às emissões em direto e programas on-demand. | janeiro de 2012 (13 anos)   |
|          | Arte Future   | Plataforma dedicada aos programas sobre as questões ambientais, científicas e económicas. Apresenta inúmeros artigos e documentários sobre temas tão diversos como astronomia, tecnologia, mundo digital, saúde, animais e meio ambiente. A oferta poderia se concentrar num assunto específico, como o projeto Solar Impulse ou uma descoberta científica pelo CNRS. A plataforma também oferece a visualização de magazines, bem como testar novas formas de documentários como o Polar Sea 360º, permitindo ver uma visualização de 360º. Em 2015, a ARTE Future recebe uma média de 340.000 visitas mensais. Desde 2017, a oferta da plataforma foi absorvida na secção "Ciências" no site do canal. | abril de 2013 (11 anos)     |
|          | Arte Info     | Plataforma dedicada aos programas de informação do canal, reagrupando todos os noticiários do canal (Arte Journal, Arte Reportage, 28 minutes, les soirées Thema, Le Dessous des cartes, Vox Pop e Yourope). Desde 2017, esses programas fazem parte da secção "Informações e Sociedade" da página do canal. | outubro de 2013 (11 anos)   |
|          | Arte Cinema   | Plataforma dedicada à 7ª arte, reunindo um catálogo dos filmes difundidos no canal, mas também longas ou curtas metragens, raros ou inéditos. Transmite magazines, como também reportagens, entrevistas e making-of em reportagens de filmes. Desde 2017, a oferta da plataforma foi absorvida na secção "Cinema" no site do canal. | setembro de 2014 (10 anos)  |

### Rádio
| Logótipo | Estação    | Descrição | Fundação                   |
| -------- | ---------- | --- | -------------------------- |
|          | ARTE Radio | Web rádio generalista em língua francesa, criada pela filial francesa da ARTE, com programação baseada em conteúdos generalistas, oferecendo a cada semana novos conteúdos de rádio (reportagens, documentários, dramaturgia, poesia sonora, narrações), com uma duração média entre 3 a 20 minutos. Estes projetos usam os recursos da gravação de som sem música ou comentário, mas com um trabalho enfatizando a qualidade da gravação de som, a edição e mistura. O site da ARTE Radio também oferece artigos sobre a mais recente criação de rádio e, mais amplamente, as artes do som. É apoiado por um fórum de discussão. Cerca de 200 000 internautas visitam o site da ARTE Radio todos os meses. | setembro de 2002 (22 anos) |

### Antigas plataformas
| Logótipo | Plataforma    | Descrição | Fundação                   | Fundação                   |
| -------- | ------------- | --- | -------------------------- | -------------------------- |
|          | Culture Touch | Plataforma dedicada à cultura, com uma visão geral das notícias culturais na Europa e em todo o mundo. Todas as sextas-feiras, o Culture Touch oferecia uma seleção de tópicos das revistas do canal, vídeos documentais e magazines de todos os géneros: da ópera ao electro, da dança clássica ao hip-hop, da pintura à arte de rua, do cinema aos videojogos, passando pela literatura. O aplicativo foi interrompido em fevereiro de 2017. | novembro de 2014 (10 anos) | fevereiro de 2017 (8 anos) |